# 2064: Read Only Memories
2064: Read Only Memories è un videogioco d'avventura indipendente realizzato dalla MidBoss. Pubblicato nel 2015 per Microsoft Windows, macOS e Linux con il titolo Read Only Memories, è stato finanziato nel 2013 sulla piattaforma di crowdfunding Kickstarter. Distribuito anche per Ouya, nel gennaio 2017 il videogioco ha ricevuto una conversione per PlayStation 4.
Nel 2020 è stato annunciato il seguito del gioco, Read Only Memories: NEURODIVER, ambientato nel 2070, pubblicato nel maggio 2024 per PlayStation 5, Xbox Series X e Series S, Nintendo Switch e personal computer.

## Trama
Ambientato in una futuristica San Francisco del 2064, nel videogioco si vestono i panni di un giornalista che incontrerà un'intelligenza artificiale avanzata denominata Turing.

## Modalità di gioco
Punta e clicca in stile Gabriel Knight e Snatcher, la grafica del gioco è ispirata ai videogiochi degli anni 1980 con elementi visivi basati su Phantasy Star e Bubblegum Crisis.
Read Only Memories si distingue anche per la rappresentazione delle persone LGBT all'interno del gioco.

## Accoglienza
| Testata               | Giudizio                                       |
| --------------------- | ---------------------------------------------- |
| Metacritic (media al) | PC: 80/100 PS4: 76/100 XONE: 71/100 NS: 74/100 |
| Adventure Gamers      | 3/5                                            |
| Destructoid           | 8/10                                           |
| Game Revolution       | 4,5/5                                          |
| GameSpot              | 8/10                                           |
| The Escapist          | 4/5                                            |
| TouchArcade           | 4/5                                            |

Il gioco ha ricevuto recensioni generalmente positive da parte della critica videoludica. La narrazione, i personaggi e la presentazione sono stati lodati, sebbene alcuni abbiano criticato il gameplay, i puzzle e l'interfaccia utente. Nella recensione di Kotaku, Heather Alexandra ha scritto: "In definitiva, Read Only Memories offre un'esperienza goffa ma risonante. Ciò che manca nella sostanza tematica o nella sfida tecnica, lo compensa il contenuto emotivo, un'ambientazione lussureggiante e personaggi memorabili". GamesRadar+ ha trattato il fatto che il gioco avesse preso ispirazione dai classici giochi di avventura, concludendo che è "più di un semplice rimaneggiamento: si erge da solo come una potente esplorazione dell'identità e della politica di classe, avvolta in un avvincente mistero pieno di personaggi colorati e affascinanti". RPGsite ha menzionato la diversità dei personaggi, osservando che "è uno dei viaggi emotivamente più sinceri, autentici e gioiosi che si possono intraprendere nel mezzo e una celebrazione di tutti, non importa da dove vieni o come ti identifichi". DualShockers ha lodato la nuova recitazione vocale nella versione 2064, pur essendo più critico nei confronti degli enigmi, che a suo giudizio ondeggiavano tra il "frustrante e il soddisfacente".
La versione 2064 ha ricevuto una candidatura come "Miglior scrittura" ai Webby Awards 2018.